# Henri Jean-Baptiste Victoire Fradelle
Henri Jean-Baptiste Victoire Fradelle (Lille, 15 giugno 1778 – Londra, 14 marzo 1865) è stato un pittore e ritrattista vittoriano francese specializzato in soggetti letterari, storici e religiosi.

## Biografia
Fradelle nasce dal musicista Joseph Guillaume Fradelle e da sua moglie Adelaide Geneviève Valla, entrambi di Parigi. Ha studiato pittura all'École nationale supérieure des beaux-arts di Parigi, tra gli altri, con Joseph-Benoît Suvée.
Dal 1808 al 1816 visse in Italia, per poi stabilirsi definitivamente a Londra, ad eccezione di alcuni anni trascorsi a Parigi tra il 1830 e il 1837.
Per un periodo di circa 30 anni in Inghilterra, Fradelle espose 36 dipinti alla British Institution, 11 opere alla Royal Academy Summer Exhibition oltre che opere alla Royal Society of British Artists, alla Old Water-Colour Society e al Salone di Parigi, dove vinse una medaglia nel 1834. Fradelle dipinse ed espose ritratti anche in miniatura come quello di Miss Stephens nei panni di Susanna nelle Nozze di Figaro.
Fradelle morì nella sua casa al 36 di Weymouth Street, Portland Place, Londra all'età di 86 anni e fu sepolto nel cimitero di Kensal Green.

## Curiosità
Per più di cento anni fu confuso con suo figlio Henry Joseph Fradelle (1805–1872) che aveva studiato come artista, ma aveva diverse professioni. Fu solo nel primo decennio del 21º secolo che il linguista François Grosjean si accorse di questo errore in quanto, discendente dell'artista, stava effettuando ricerche sulla sua biografia. Da quel momento biografie, elenchi e case d'asta diedero a Fradelle il suo legittimo riconoscimento.